# Ріхард Штраус
Рі́хард Штра́ус (нім. Richard Strauss; 11 червня 1864, Мюнхен — 8 вересня 1949, Гарміш-Партенкірхен, Баварія) — німецький композитор.

## Біографія
Штраус був сином валторніста Франца Штрауса, який дав йому початкову музичну освіту. У 1882 році поступив до Мюнхенського університету, де вивчав історію та філософію, однак через рік кинув його і переїхав до Берліна. Певний час вчився там, але кинув і в 1885 році став асистентом Ганса фон Бюлова, тоді — придворного капельмейстера в Мюнхені, а через рік обійняв цю посаду. Перші композиції Штрауса близькі за стилем Фелікса Мендельсона і Роберта Шумана.
У Мюнхені Штраус захопився творчістю Ріхарда Вагнера, цьому сприяло знайомство зі скрипалем Александро Ріттером, чоловіком однієї з племінниць Вагнера. Нове зацікавлення породило симфонічну поему «Дон Жуан», яку вважають першим зрілим твором Р. Штрауса. Прем'єра поеми в 1889 році розділила публіку, однак сам автор так описав свої враження: «Тепер тішу себе думкою, що став на шлях, який хотів би обрати, цілком свідомий, що не було митця, якого люди не вважали би божевільним». Надалі він написав ще ряд симфонічних поем: «Tod und Verklärung» (Смерть і визволення, 1888–89 роки), «Till Eulenspigels lustige Streiche» (Пригоди Тіля Уленшпігеля, 1894–95 роки), «Also sprach Zarathustra» (Так говорив Заратустра, 1896 рік), «Don Kichot» (Дон Кіхот, 1897 рік) i «Ein Heldenleben» (Життя героя, 1897–98 роки).

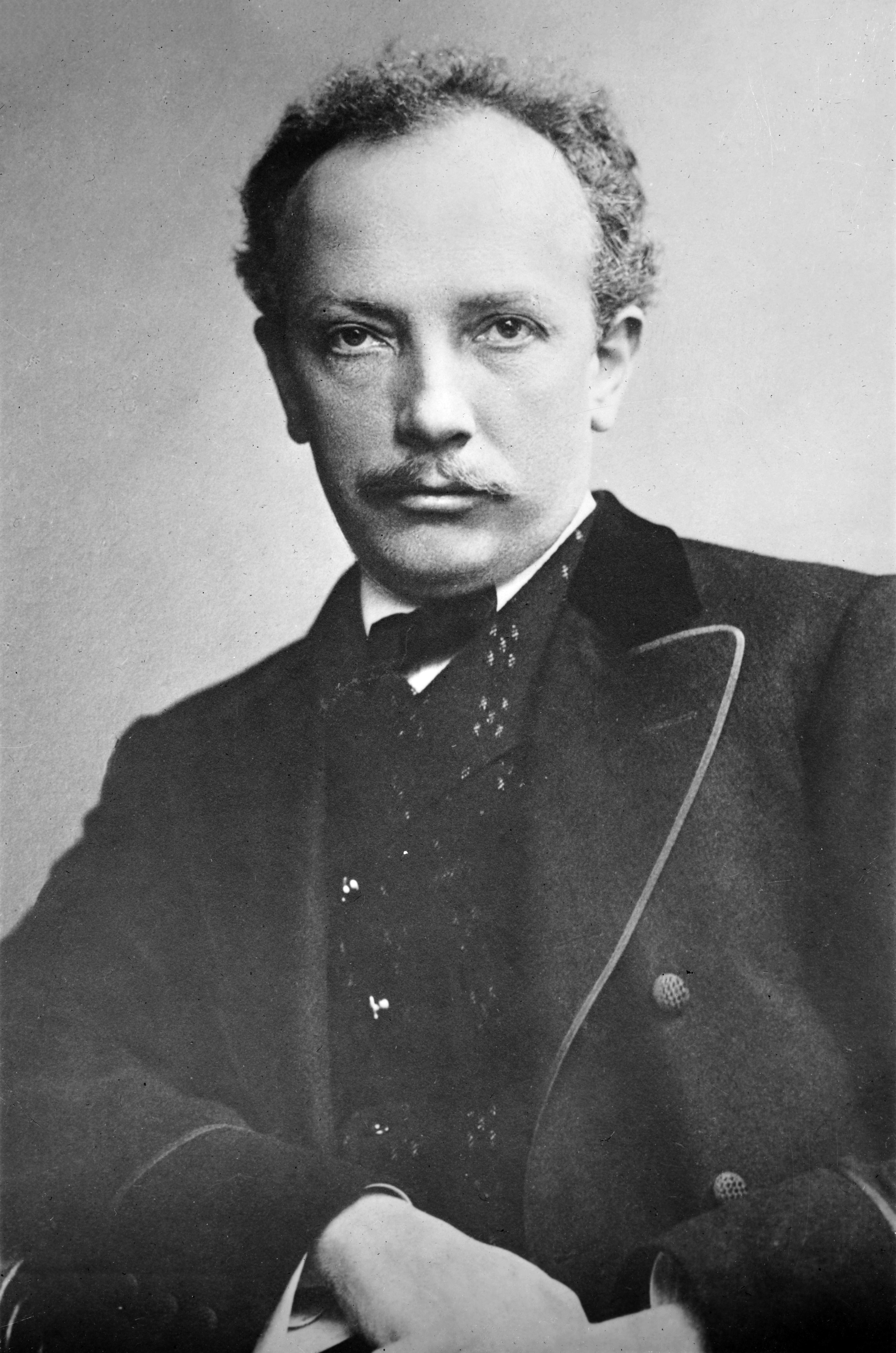
Фото з поштової листівки. Р. Штраус у 40 річному віці, 1910 р.

У 1901–09 роках Ріхард Штраус очолював Всенімецьку музичну спілку. Цього часу він звернувся до оперного жанру. Перші дві опери — «Гутрам» (1894 рік) i «Згаслі вогні» (1901 рік) не були вдалі, однак «Саломею» (1905 рік) публіка сприйняла гаряче і неоднозначно, як і «Дон Жуана». Нетрадиційна тематика, як і сповнене дисонансами та хроматизмами звучання забезпечили опері неабияку зацікавленість. У Нью-Йорку через протести публіки оперу зняли вже після першої вистави. В інших оперних театрах ця опера мала успіх, що дозволило Ріхарду Штраусу побудувати свій будинок в Гарміш-Партенкірхені виключно за рахунок доходів від виконань цієї опери. Наступною оперою Штрауса була «Електра», в якій Штраус ще інтенсивніше використовує дисонанси. З цієї опери почалася співпраця Штрауса з поетом Гуґо фон Гофмансталем. Їхня спільна робота над іншими творами була довгою і плідною. Однак, у своїх наступних операх Штраус був обережнішим у використанні гармонічної мови, тому такі твори як «Кавалер троянди» (1910 року) отримали великий успіх у публіки.
1907 року в Парижі Штраус був на виставі опери «Пелеас і Мелізанда» Клода Дебюссі. Ромен Роллан так описав цей епізод:

| [Штраус] слухає з глибокою увагою. […] Однак нічого не розуміє. Після першої дії спитав мене: <І все в такий спосіб?> — Так! — <Нічого більше?... В тому нічого нема... Нема музики... Немає стрижню... не тримається. Жодної музичної фрази. Жодного розвитку.> […] Я намагаюся пояснити Штраусові стриманість цього твору, повного нюансів і півтонів, цей імпресіонізм, тонкий і поетичний завдяки малим барвним плямам, що кладуться навколо. […] Видатний німецький митець сьогодні далекий від того, щоб припускати, що величчя може бути в досконалій гармонії, рівновазі, доброму смаці. |
З 1908 року Р. Штраус обійняв посаду генерального музичного директора в Берліні, в 1917—1920 роках викладав композицію в Берлінській академії мистецтв, у 1919—1924 роках — головний диригент Віденської опери, де поряд із класичним репертуаром поставив свої опери «Аріадна на Наксосі» (вперше у 1912 році) і «Жінка без тіні» (1919 рік). У 1924 році виїхав у Гарміш-Партенкірхен, але продовжував виступати з концертами у Відні.
З приходом до влади нацистів, 1933 року Штраус був призначений головою Імперської музичної палати. Будучи на цьому посту, 1936 року Штраус написав гімн до Олімпійських ігор і сам продиригував оркестром у виконанні його. 1938 року він написав одноактну оперу «День миру», що сприймалося як завуальована критика нацизму, з початком війни опера була знята з репертуару. Впродовж війни Штраусу неодноразово довелося докладати зусиль, щоб врятувати свою невістку Алісу, що мала єврейське походження. 1945 року Штраус був притягнений за звинуваченням у співпраці з нацистами, але вирок був виправдувальним. Три останні роки свого життя Штраус прожив у Швейцарії, помер композитор у Німеччині, в Гарміш-Партенкірхені. Незадовго до смерті Штраус так оцінив своє життя:

| «У моєму житті було все, про що одному дозволено мріяти, якщо бог позбавить мене цього — ми з ним будемо квити. Але я до кінця залишуся оптимістом» |

## Почесні звання
16 травня 1924 року йому було присвоєно звання «Почесний громадянин Відня».

## Список творів

### Опери
- Гунтрам (Guntram) op.25
- Згаслі вогні (Feuersnot) op.50
- Саломея (Salome) op.54
- Електра (Elektra) op.58
- Кавалер троянди (Der Rosenkavalier) op.59
- Аріадна на Наксосі (Ariadne auf Naxos) op.60
- Жінка без тіні (Die Frau ohne Schatten) op.65
- Інтермеццо (Intermezzo) op.72
- Олена Єгипетська (Die ägyptische Helena) op.75
- Арабелла (Arabella) op.79
- Мовчазна жінка (Die schweigsame Frau) op.80
- День миру (Friedenstag) op.81
- Дафна (Daphne) op.82
- Любов Данаї (Die Liebe der Danae) op.83
- Капричіо (Capriccio) op.85

### Балети
- «Легенда про Йосипа» (Josephslegende), Op. 63 (1914)
- «Шлабогер» Schlagobers, Op. 70 (1921/2)

### Симфонічні поеми
- «З Італії» (Aus Italien), Op. 16 (1886)
- «Дон Жуан» (Don Juan), Op. 20 (1889)
- «Макбет» (Macbeth), Op. 23 (1888/90)
- «Смерть і просвітлення» (Tod und Verklärung), Op. 24 (1888—1889)
- «Веселі витівки Тіля Уленшпігеля» (Till Eulenspiegels lustige Streiche), Op. 28 (1895)
- «Так казав Заратустра» (Also sprach Zarathustra), Op. 30 (1896)
- «Дон Кіхот» (Don Quixote), Op. 35 (1898)
- «Життя героя» (Ein Heldenleben), Op. 40 (1899)
- «Домашня симфонія» (Symphonia Domestica), Op. 53 (1904)
- «Альпійська симфонія» (Eine Alpensinfonie), Op. 64 (1915)

### Інші твори для оркестру
- Симфонія ре мінор (1880)
- Симфонія фа мінор, Op. 12 (1883)
- Святкові прелюдії для органу з оркестром (1913)
- Le Bourgeois gentilhomme, сюїта для оркестру Op. 60 (1917)
- Музика до фільму «Кавалер троянд» (1925)
- Метаморфози, for 23 solo strings (1945)